# Hiram Ricardo Mier
Hiram Ricardo Mier Alanís (n. el 25 de agosto de 1989 en Monterrey, Nuevo León), es un futbolista mexicano, juega como defensa central y actualmente se encuentra sin equipo.

## Trayectoria

### Inicios
Estando en la Segunda División de México y ante varias ausencias por parte de Rayados A, filial de Monterrey en la Primera División 'A', fue citado por el director técnico Gerardo Jiménez, para jugar la Jornada 10 ante Querétaro Fútbol Club en el Estadio La Corregidora el 20 de septiembre de 2008; los Gallos Blancos vencieron 2-0 a los regiomontanos.
Estuvo disponible en las siguientes dos Jornadas (contra Alacranes de Durango y Socio Águila), pero no jugó.

### Monterrey
El 25 de agosto de 2010 debutó con los Rayados de Monterrey, en la Liga de Campeones de la Concacaf 2010-11, enfrentando a Seattle Sounders de la MLS en Lumen Field; Monterrey ganó 0-2.
Se presentó en la Primera División de México, el 2 de octubre de 2010, midiéndose ante el Club Necaxa en el Estadio Tecnológico, en partido correspondiente a la Jornada 10 del Apertura 2010; Mier, utilizando el número 21 fue titular y el encuentro finalizó 2-1 a favor de los Rayados.
Gracias a sus buenas actuaciones, Mier terminó por ser regular en el once inicial del técnico Víctor Manuel Vucetich y en las finales fue titular, alcanzando el título del Apertura 2010 ante Club Santos Laguna. 
Ganó el premio a la revelación del torneo.
Al obtener la Liga de Campeones de la Concacaf en las ediciones 2010-2011, 2011-2012 y 2012-2013, asistió a la Copa Mundial de Clubes de la FIFA 2011 y a la Copa Mundial de Clubes de la FIFA 2012 en Japón y a la Copa Mundial de Clubes de la FIFA 2013 en Marruecos. 
En la Copa Mundial de Clubes de la FIFA 2011, Mier anotó un gol en el triunfo de los Rayados por 3-2 ante Espérance Sportive de Tunis, en el juego por el 5to. lugar.

### Querétaro FC
El 14 de diciembre de 2016 se confirmó su traspaso al Querétaro Fútbol Club.

### C. D. Guadalajara
El 7 de diciembre de 2018, se convirtió en el segundo refuerzo de las Chivas Rayadas del Guadalajara de cara al Clausura 2019.
El 7 de diciembre de 2023, el Club Guadalajara anunció la salida de Mier, al no renovar su contrato después de 5 años de haber defendido la camiseta de las Chivas Rayadas.

## Clubes
| Club             | País   | Año           |
| ---------------- | ------ | ------------- |
| Rayados A        | México | Apertura 2008 |
| Monterrey        | México | 2010-2016     |
| Querétaro FC     | México | 2017-2018     |
| Club Guadalajara | México | 2018-2023     |

### Partidos y goles
| Competencia                       | Partidos | Goles |
| --------------------------------- | -------- | ----- |
| Primera División de México        | 325      | 3     |
| Liga de Campeones de la Concacaf  | 26       | 1     |
| Copa México                       | 20       | 1     |
| Copa Mundial de Clubes de la FIFA | 5        | 1     |
| Leagues Cup                       | 2        | 0     |
| Primera División 'A'              | 1        | 0     |
| Total                             | 379      | 6     |

## Selección nacional

### Categorías  menores
Ante la proximidad de fechas, entre la Copa América 2011 y la Copa de Oro de la Concacaf 2011, la FEMEXFUT optó por que México asistiera a la competencia sudamericana con un cuadro Sub-22 reforzado por cinco elementos mayores. El 27 de junio de 2011 Luis Fernando Tena, entrenador del Tricolor, dio a conocer la lista de convocados y Mier era uno de ellos. 
Además integró los planteles del conjunto Tricolor que acudieron a: Juegos Panamericanos 2011, al Preolímpico de Concacaf de 2012, al Torneo Esperanzas de Toulon de 2012 y a los Juegos Olímpicos de Londres 2012.

### Absoluta
Por probables casos de doping dentro del conjunto Tricolor y previo a disputarse las semifinales de la Copa de Oro de la Concacaf 2011, la CONCACAF autorizó sustituir a Guillermo Ochoa, Edgar Dueñas, Francisco Javier Rodríguez, Antonio Naelson "Sinha" y a Christian Bermúdez, por los futbolistas Luis Michel, Héctor Reynoso, Hiram Mier, Paul Aguilar y Marco Fabián de la Mora (quienes se preparaban para disputar la Copa América en Argentina). 
|                    | PJ | Minutos | Goles | Asistencias | Periodo   |
| ------------------ | -- | ------- | ----- | ----------- | --------- |
| Selección mexicana | 11 | 802     | 0     | 1           | 2011-2018 |

#### Partidos
| Fecha                    | Rival          | Estadio                                     | Resultado | Competencia                    |
| ------------------------ | -------------- | ------------------------------------------- | --------- | ------------------------------ |
| 4 de julio de 2011       | Chile          | Estadio San Juan del Bicentenario, San Juan | 2-1       | Copa América 2011              |
| 8 de julio de 2011       | Perú           | Estadio Malvinas Argentinas, Mendoza        | 1-0       | Copa América 2011              |
| 12 de julio de 2011      | Uruguay        | Estadio Ciudad de La Plata, La Plata        | 1-0       | Copa América 2011              |
| 31 de mayo de 2013       | Nigeria        | Reliant Stadium, Houston                    | 2-2       | Amistoso                       |
| 15 de junio de 2013      | Italia         | Estadio de Maracanã, Río de Janeiro         | 1-2       | Copa FIFA Confederaciones 2013 |
| 19 de junio de 2013      | Brasil         | Estadio Aderaldo Plácido Castelo, Fortaleza | 2-0       | Copa FIFA Confederaciones 2013 |
| 22 de junio de 2013      | Japón          | Estadio Mineirão, Belo Horizonte            | 1-2       | Copa FIFA Confederaciones 2013 |
| 10 de septiembre de 2013 | Estados Unidos | Historic Crew Stadium, Columbus             | 2-0       | Eliminatoria                   |
| 9 de septiembre de 2014  | Bolivia        | Dick's Sporting Goods Park, Commerce City   | 0-1       | Amistoso                       |
| 15 de abril de 2015      | Estados Unidos | Alamodome, San Antonio                      | 2-0       | Amistoso                       |
| 20 de noviembre de 2018  | Argentina      | Estadio Malvinas Argentinas, Mendoza        | 2-0       | Amistoso                       |

#### Participaciones en Selección nacional
| Categoría | Competencia                         | Sede           | Resultado      |
| --------- | ----------------------------------- | -------------- | -------------- |
| Absoluta  | Copa de Oro de la Concacaf 2011     | Estados Unidos | Campeón        |
| Sub-22 *  | Copa América 2011                   | Argentina      | Fase de grupos |
| Sub-22    | Juegos Panamericanos 2011           | México         | 1er. lugar     |
| Sub-23    | Preolímpico de Concacaf de 2012     | Estados Unidos | Campeón        |
| Sub-23    | Torneo Esperanzas de Toulon de 2012 | Francia        | Campeón        |
| Sub-23    | JJ. OO. Londres 2012                | Reino Unido    | 1er. lugar     |
| Absoluta  | Copa FIFA Confederaciones 2013      | Brasil         | Fase de grupos |

* Fue reforzada con: Luis Michel, Héctor Reynoso, Paul Aguilar, Rafael Márquez Lugo y Oribe Peralta.

## Palmarés

### Campeonatos nacionales
| Categoría                  | Título                      | Club         | País   |
| -------------------------- | --------------------------- | ------------ | ------ |
| Primera División de México | Apertura 2010               | Monterrey    | México |
| Copa México                | Supercopa de México 2016-17 | Querétaro FC | México |

### Campeonatos internacionales
| Título                                   | Club                      | Sede           | Año  |
| ---------------------------------------- | ------------------------- | -------------- | ---- |
| Liga de Campeones de la Concacaf 2010-11 | Monterrey                 | Estados Unidos | 2011 |
| Copa de Oro de la Concacaf 2011          | Selección Mexicana        | Estados Unidos | 2011 |
| Juegos Panamericanos 2011                | Selección Mexicana Sub-22 | México         | 2011 |
| Preolímpico de Concacaf de 2012          | Selección Mexicana Sub-23 | Estados Unidos | 2012 |
| Liga de Campeones de la Concacaf 2011-12 | Monterrey                 | México         | 2012 |
| Torneo Esperanzas de Toulon de 2012      | Selección Mexicana Sub-23 | Francia        | 2012 |
| JJ. OO. Londres 2012                     | Selección Mexicana Sub-23 | Londres        | 2012 |
| Liga de Campeones de la Concacaf 2012-13 | Monterrey                 | México         | 2013 |

Otros logros:
- Subcampeón del Clausura 2012 con el Monterrey.
- Tercer lugar en la Copa Mundial de Clubes de la FIFA 2012 con el Monterrey.
- Subcampeón del Clausura 2023 con el Club Guadalajara.